# 盗贼之海
《盗贼之海》是由Rare工作室开发，Xbox游戏工作室（原微软工作室）发行的一款以海盗作为主题的第一人称视角多人合作动作冒险游戏。玩家在游戏中将扮演海盗，独自一人或与最多四位玩家一起航海探索世界。游戏支持合作模式和玩家对战模式。此游戏与2018年3月20日在全球发行，是最早面向Xbox Game Pass订阅者发布的第一方游戏。

## 游戏玩法
《盗贼之海》支持Windows和Xbox平台之间跨平台游玩。一群玩家将会通过海盗船环游并探索开放世界，同时进行不同的任务，比如船只驾驶或者使用大炮作战。玩家可以完成任务、收集战利品和进攻其他玩家。《盗贼之海》是个公共的游戏世界，也就是说玩家们在冒险中可能会遇见对方。游戏有着卡通式画风以及出色的的物理引擎，允许玩家进行特技动作，比如用船上的大炮把自己射出去。
玩家可以通过完成航海任务、掠夺其他船的战利品，或是进攻有着大量金币的骷髅要塞收集金币。玩家可以使用金币购买全新涂装的武器、全新的船体以及风帆等。这些购买的东西可以增加武器装备的美观性，但是不会影响玩家的实力。玩家在游戏开始时就會拿到武器，在玩家找到弹药盒之前武器内会有五匣弹药。可供玩家使用的武器有四种，分别是燧发枪、雷筒、长步枪和剑。玩家可以同时手持两把武器。

## 开发
《盗贼之海》由Rare开发。其开发的海盗主题游戏可以追溯到上世纪90年代的“梦想计划”，之后改编成了《班卓熊大冒险》。
《盗贼之海》采用Epic Games的虚幻引擎4开发。开发过程开始于2014年，以“集体叙述故事”为中心概念。Rare的格雷格·梅爾斯将该概念解释成“设想一种不同类型的多人游戏，让玩家可以创作出‘看起来会很有趣的经验’，是一个命名愚蠢的概念”。这款代号为“雅典娜”的游戏在当时并没有专注于海盗主题。游戏并没有采用一般形式上的角色创作，而是使用“无限海盗设计器”，其会用不同的身形和脸部随机地设计出八名海盗；玩家可以在其中选择一个进行游戏，也可以再次随机设计出八名海盗，或是选择一人后再自行更换外观。2016年11月，Rare开始进行游戏内测，让部分特定测试成员可以使用该游戏的开发版本，以获得来自玩家的反馈意见。
2015年6月，《盗贼之海》在2015年电子娱乐展的微软Xbox新闻发布会上首次公布，在2016年电子娱乐展上首次进行展示。游戏原先计划于2017年在Windows和Xbox One平台上发布，但之后延迟到了2018年3月20日。该游戏是微软Xbox Play Anywhere交叉购买计划的一部分，也就是说购买可下载版本游戏的用户，能够任意选择在PC版Windows 10或是Xbox One上游玩。此外，订购Xbox Game Pass的用户也能够进行游戏。
2018年9月，Rare宣布游戏将于11月8日份增加繁体中文的游戏内容。2020年4月，Rare宣布游戏将登陆Steam商店，并同时增加简体中文游戏内容。
2021年6月的微软E3游戏展前发布会上，Rare宣布将与迪士尼合作，将为游戏带来《加勒比海盗系列》的跨界合作，系列的经典角色都将出现在游戏中。
2024年2月，微软宣布《盗贼之海》将在同年4月30日登陆PlayStation 5平台，游戏将支持与Xbox以及PC版本跨平台联机游戏。

## 反响
根据评论汇总Metacritic，评论家们给了《盗贼之海》“中性或一般”的评语。许多評論家認為游戏内容不足，同时也指责Rare全价收费的决定。
拉斯·弗拉斯提（Russ Frushtick）在Polygon给了这个游戏6.5/10的分数，評論道“《盗贼之海》创出了很不错的经验。这个真正的海盗游戏完美地模拟了海盗抢劫的经验。而且，在令人印象深刻的前几个小时后，你会开始不再觉得自己像是黑鬍子，而是黑胡子的会计”。VG24/7的柯克·米肯德認為游戏“需要更丰富的内容，这游戏需要更多的玩法、更多类型的任务、更多类型的敌人，而不只是一堆不同颜色的骷髅人，以及更多有意义的过程。如果这些不快点出现，我可以預見玩家人数在不久之后就会大幅下降了”。《电子游戏月刊》则给了游戏6/10的评分，写出“《盗贼之海》的世界多亏于苍翠的外观和卓越的帆船玩法才不会完全缺乏功绩，但这游戏的实际玩法感觉完全欠佳。可能讽刺的是，《盗贼之海》比起完整实现的游戏过程还比较像是游戏的骨骼”。IGN的布蘭丁·提利爾也给了游戏7/10的评分，写出此游戏“创出了和朋友一起的乐趣”，但之后因为反复的苦差事而陷入困境。
游戏发布后，大量玩家反映登陆游戏遇到了问题。Rare的工作室总监和執行製作人——克雷格·邓肯与喬·尼特解释说这是因为在游戏发布第一天，登陆游戏的玩家人数超出预期，他们不得不限制登陆玩家的数量，以免造成游戏服务器的崩溃。